# Otlophorus italicus
Otlophorus italicus är en stekelart som först beskrevs av Johann Ludwig Christian Gravenhorst 1829.  Otlophorus italicus ingår i släktet Otlophorus och familjen brokparasitsteklar. Arten är reproducerande i Sverige. Inga underarter finns listade i Catalogue of Life.